# 比龙福斯
比龙福斯（法語：Buironfosse，法語發音：[bɥiʁɔ̃fos]）是法国上法蘭西大區埃纳省的一个市镇，属于韦尔万区。

## 地理
比龙福斯（49°57'55"N, 3°50'5"E）面积17.6 平方千米，位于法国上法蘭西大區埃纳省，该省份为法国北部内陆省份，北起北部省，西接索姆省和瓦兹省，东临阿登省和马恩省，西南至塞纳-马恩省，东北部与比利时接壤。
与比龙福斯接壤的市镇（或旧市镇、城区）包括：拉卡佩勒、希尼、昂格朗库尔、埃尔卢瓦、拉弗拉芒格里、莱尔济、勒谢勒、蒂耶拉什地区勒努维永、索尔拜。

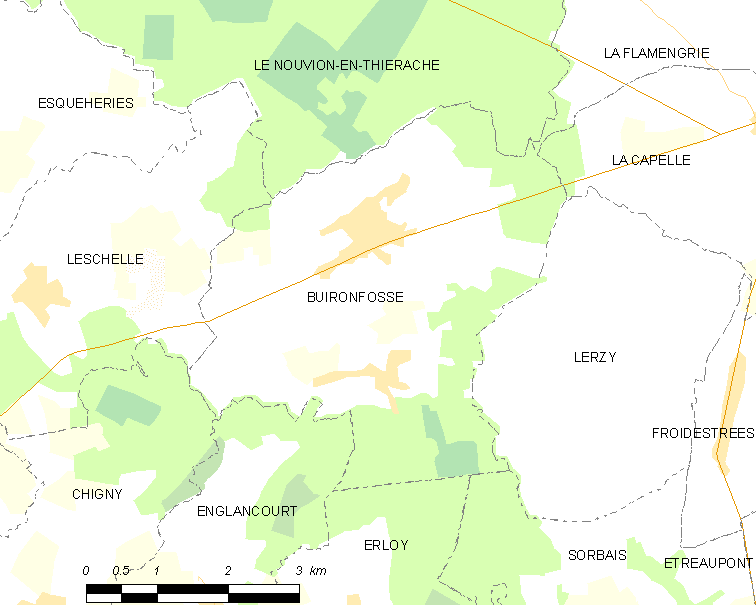
比龙福斯的OSM定位图

比龙福斯的时区为UTC+01:00、UTC+02:00（夏令时）。

## 行政
比龙福斯的邮政编码为02620，INSEE市镇编码为02135。

## 政治
比龙福斯所属的省级选区为韦尔万县。

## 人口

1962-2008年间比龙福斯人口变化图示

比龙福斯于2022年1月1日时的人口数量为1125人。